# Ростовське повстання 1071 року
Ростовське повстання 1071 року — повстання смердів у Ростовській землі на чолі з волхвами з Ярославля.

## Літописнастаття під 1071 роком
Єдиним джерелом інформації про події 1071 року є давньоруські літописи, зокрема, «Повість минулих літ» у Іпатьєвському та Лаврентьєвському узводах. Літописна стаття про повстання 1071 року в Білеозері написана за словами Яна Вишатича, очевидця тих подій. Проте самі події, на думку Б. О. Рибакова, відбувались не 1071 року, а раніше, у 1060-ті роки.

## Причини повстання
Події 1071 року були спровоковані неврожаєм, що викликало за собою голод. А це у свою чергу привело до заворушення смердів на чолі з волхвами проти місцевої знаті. Волхви, прикриваючись релігійними лозунгами, намагались здобути свою вигоду з незадоволення бідного населення від верхів («стара чадь»), звинуваючи їх у приховуванні харчів.

## Повстання
Згідно з «Повістю минулих літ», у Ростовській землі під час неврожаю у 1071 році з'явились два волхви з Ярославля. Вони обмовляли знатних жон, що нібито держали у себе їжу й речі (жито, мед, рибу, хутра) і тих убивали, а собі забирали майно вбитих.
Волхви разом з людьми числом триста прибули до міста Білеозеро, проте у це місто за даниною для князя Святослава Ярославича прийшов Ян Вишатич. Він спробував їх схопити, але волхви зі смердами втекли в ліс, і довелось йому пригрозити білозерцям, що він не піде від них ціле літо (тобто цілий рік), якщо не видадуть волхвів. Лише після цього білозерці дали можливість схопити цих волхвів, видавши їх. За наказом Яна Вишатича, волхви були вбиті (повішені на дубу) тими, чиї родичі загинули через дії волхвів.